# Er fattaccio
Poi viddi tutto rosso ... e... menai... menai!!!... .»
Er fattaccio (anche conosciuto come Er fattaccio der vicolo der Moro) è un monologo drammatico in romanesco scritto da Americo Giuliani. 
Nel 1911 Giuliani vendette l'esclusiva del monologo al cantante e attore d'avanspettacolo, Alfredo Bambi, il quale ne fece un "cavallo di battaglia" delle sue rappresentazioni teatrali.

## Trama
Il dramma è ambientato a Roma a Trastevere in vicolo del Moro, è il racconto di una tragedia familiare.

## Alcuni interpreti
- Romolo Balzani
- Bombolo
- Claudio Villa nell'LP Canti della malavita romana del 1974
- Gigi Proietti
- Elio Pandolfi
- Elena Bonelli
- Adalberto Maria Merli
- Anastasio

## Cinema
- Er fattaccio, regia di Riccardo Moschino (1952)
- Storia de fratelli e de cortelli, regia di Mario Amendola (1973)